# قرطوب (طعام)

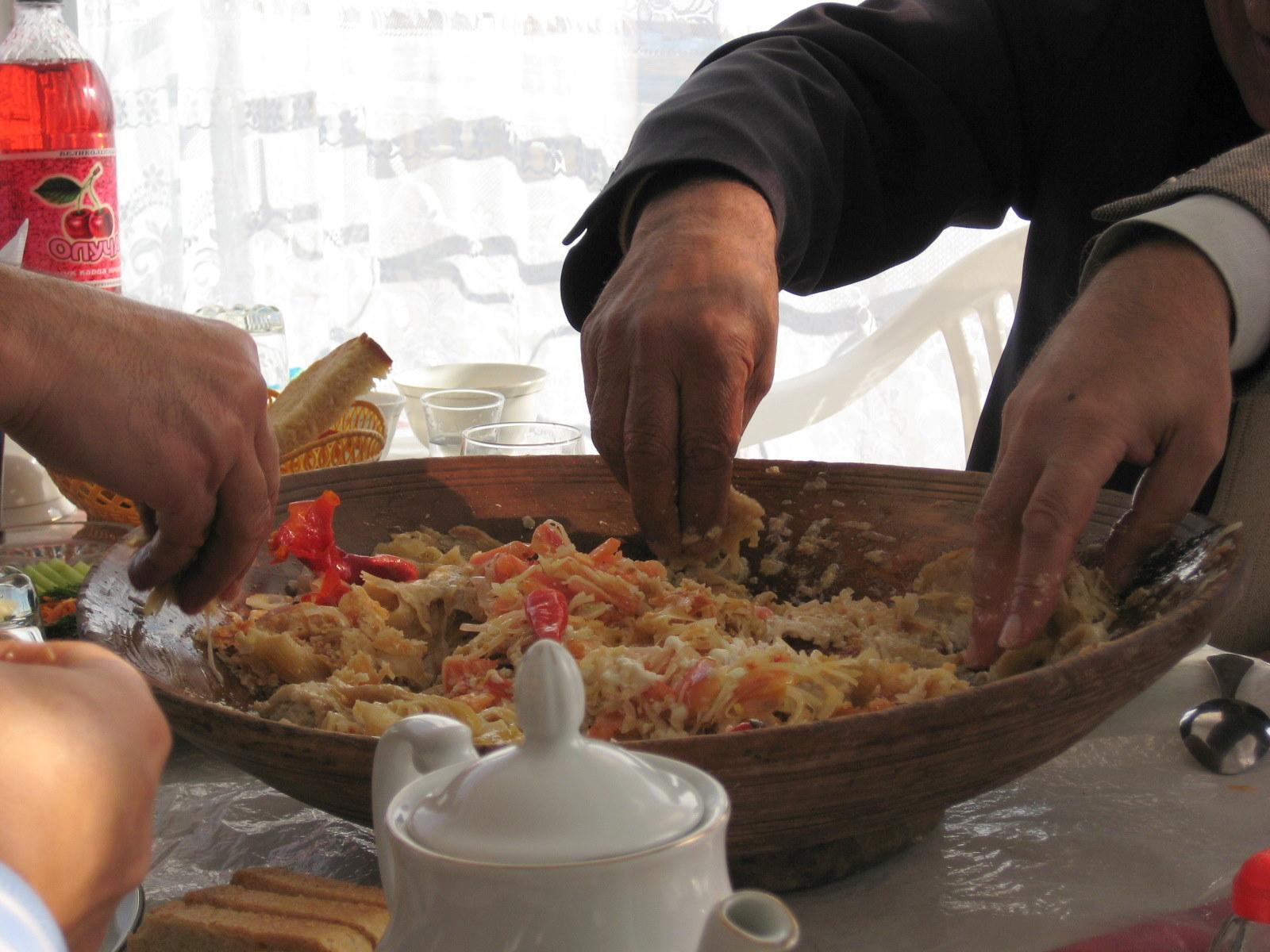
قرطب يؤكل جزءًا من الوجبة

القُرُطوب أو القُرْطُب (بالطاجيكية: Қурутоб)‏ طبق من المطبخ الطجكي. توصف بأنها سلطة الخبز تُعد باستخدام كرات الكشك القروية المنقوعة في الماء. السائل الناتج المالح في المذاق يستخدم قاعدة للطبق، فتوضع شرائح من الفطير، وهو نوع من الخبز المفرود فوقها. يُقدم الخليط في أطباق كبيرة وعادةً ما يُغطى بمجموعة متنوعة من الخضروات مثل البصل أو الخيار أو الطماطم أو الأعشاب. يُنظر أيضًا إلى اللحوم أو الفلفل الحار في بعض الأحيان على أنها مقبلات. القُرُطُوب هو طبق مشترك يُقصد أن يؤكل باليد.
القُرْطُب هو الطبق الوطني لطجكستان.